# 高山1号墳
高山1号墳（たかやまいちごうふん）は、奈良県宇陀市榛原池上にあった古墳。形状は方墳。高山古墳群を構成した古墳の1つ。現在では墳丘は失われている。

## 概要
奈良県東部、芳野川西岸の尾根稜線上に築造された古墳である。1988年（昭和63年）に奈良県立橿原考古学研究所による発掘調査が実施されて消滅している。
墳形は方形で、一辺23メートル・高さ約2メートルを測った。墳丘外表では葺石は認められておらず、円筒埴輪2片が出土している。埋葬施設は割竹形木棺の直葬で、墳丘中央における長さ7.5メートル・幅2.5メートルの墓壙に、長さ6メートル・幅0.6-0.9メートルの木棺を据える。木棺の南小口には仕切板が存在したとみられるほか、調査では2箇所から頭蓋骨が出土しており、2体同時埋葬とみられる。棺内・棺外からは銅鏡・玉類・武器・短甲・農工具など多数の副葬品が出土している。築造時期は古墳時代中期の5世紀中葉頃と推定される。

## 出土品
調査で棺内・棺外から出土した副葬品は次の通り。
- 内行花文鏡 1
- 変形方格規矩鏡 1
- 十一乳文鏡 1
- 勾玉 2
- 管玉 16
- 小玉 1
- ガラス玉 約120
- 三角板革綴短甲 2
- 鉄鋌 7
- 鉄刀 3
- 鉄剣 4
- 鉄刀子 4
- 鉄鏃 約60
- 鉄斧 3
- 鉄鎌 5
- 鉄鉇 1
- 鉄鑿 1
- 胡簶 1

## 関連施設
- 奈良県立橿原考古学研究所附属博物館（橿原市畝傍町） - 高山1号墳の出土品を保管・展示。

## 関連文献
（記事執筆に使用していない関連文献）
- 「宇陀地方の遺跡調査」『奈良県遺跡調査概報』 1989年度、奈良県立橿原考古学研究所、1990年。